# عمر جمعه
عمر جمعه (انگلیسی: Omar Jumaa؛ زادهٔ ۲ اوت ۱۹۹۵) یک بازیکن فوتبال است.